# Шевченко (Баштанський район)
Шевче́нко — село в Україні, у Баштанській міській громаді Баштанського району Миколаївської області. Населення становить 175 осіб.

## Населення
Згідно з переписом УРСР 1989 року чисельність наявного населення села становила 201 особа, з яких 85 чоловіків та 116 жінок.
За переписом населення України 2001 року в селі мешкали 173 особи.

### Мова
Розподіл населення за рідною мовою за даними перепису 2001 року:
| Мова       | Відсоток |
| ---------- | -------- |
| українська | 92,00 %  |
| російська  | 4,57 %   |
| білоруська | 1,71 %   |
| молдовська | 1,71 %   |